# أوركاخو دي لاس توريس
بلدية أوركاخو دي لاس توريس (بالإسبانية: Horcajo de las Torres) هي بلدية تقع في مقاطعة آبلة التابعة لمنطقة قشتالة وليون وسط إسبانيا.

## الديموغرافيا
يبلغ عدد سكان بلدية أوركاخو دي لاس توريس 613 نسمة عام 2011 (وفقاً للمعهد الوطني للإحصاء الإسباني).
| 867 | 805 | 746 | 695 | 659 | 619 | 613 |